# Голос

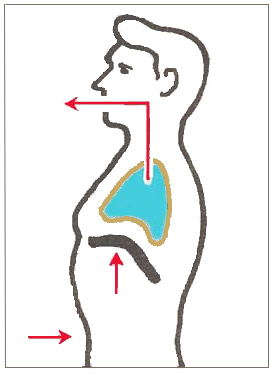
Утворення голосу

Го́лос — звук, який відтворює людина, використовуючи голосові зв'язки. Людина використовує голос для розмови, співу, крику, сміху, плачу. Голосоутворення відбувається шляхом видихання повітря з легень через рот та ніс, при чому голосові зв'язки вібрують і створюють у повітрі звукові хвилі.

## Основні параметри
До голосового апарату людини входять ротова і носова порожнини з додатковими порожнинами, глотка, гортань з голосовими зв'язками, трахея, бронхи, легені, грудна клітка з дихальними м'язами і діафрагмою, м'язи черевної порожнини.
Центральна нервова система організовує їх функції в єдиний, цілісний процес звукотворення, що є складним психофізичним актом.
Існує безпосередній взаємозв'язок між голосом і слухом: голос не може розвиватися без участі слуху, слух не може розвиватися без участі голосових органів. У глухих голос не функціонує, оскільки немає слухових сприйнять, і, відповідно, стимуляції мовно-рухових центрів.
Голосом людина здатна відтворювати багато різноманітних звуків, часто досить складних. У голосі виражається емоційний стан людини: сердитість, здивування, радість тощо.
Люди мають голосові зв'язки, які можуть розтягуватися і стискатися, міняти свою товщину; людина може довільно міняти тиск повітря, інтенсивність повітряного потоку, що подається на голосові зв'язки. Форма грудної клітки, гортані, положення язика, ступінь натягнення інших м'язів може змінюватися. Результатом будь-якої з цих дій будуть зміни в висоті, силі, тембрі, чіткості, емоційному забарвленню утвореного звуку. На якість голосу впливають загальне фізичне самопочуття людини, постава, настрій, емоційний стан та ін.

## Вокальний голос
Жіночі та чоловічі голоси поділяться на певні діапазони, які мають конкретну назву (дивись таблицю праворуч).